# Lanelater nicoleae
Lanelater nicoleae là một loài bọ cánh cứng trong họ Elateridae. Loài này được Wappler miêu tả khoa học năm 2003.